# Paul Attwood
Paul Attwood   (Buckingham, 13 de desembre de 1969) és un pilot de bob anglès, ja retirat, que va competir durant les dècades de 1990 i 2000.
Militar de professió, el 1998 va prendre part als Jocs Olímpics d'Hivern de Nagano, on guanyà la medalla de bronze en la prova de bobs a quatre del programa de bobsleigh. Formà equip amb Sean Olsson, Dean Ward i Courtney Rumbolt. Quatre anys més tard, als Jocs de Salt Lake City, fou onzè en la mateixa prova.